# Красимир Андреев
Красимир Върбанов Андреев  е български учител, диригент и композитор.

## Биография
Красимир Андреев е роден на 16 май 1935 г. в гр. Ловеч. Музикалното си обучение започва като ученик. Завършва Пълно средно смесено училище „Христо Кърпачев“ (Ловеч)(1953). Учи в музикално-теоретичния отдел на Музикалната консерватория, София в курса на проф. Парашкев Хаджиев. Завършва висше образование през 1957 г.
Работи като учител в СПУ „Христо Кърпачев“ Ловеч в продължение на 38 години. Десет години е учител-методист в отдел „Народна просвета“ на Окръжен народен съвет, Ловеч.
Ръководител на ученически хорове и курсове за учители по пеене. Ръководител и диригент на женски хор „Любомир Пипков“, хора на здравните работници, женски хор при Завод „Елпром“, ансамбъла на запасните офицери (мъжки хор и духов оркестър), формация „Ловеч“ за стари градски песни, читалищния хор „Панайот Пипков“ и Смесен църковен хор „Евстати Павлов” при катедрален храм „Света Троица“ в Ловеч. Диригент и художествен ръководител на Смесен камерен хор (Бяла Слатина)
Носител на златни медали от републикански фестивали на художествената самодейност, на награди от фестивалите за стари градски песни в Петрич и Велико Търново, на Голямата награда във Варна. Награден с Орден „Кирил и Методий“ II ст., Медал „1300 години Българска държава“. Носител на годишна награда „Ловешки меч“, за принос в музикалния живот на града 2007 г.
Публикува в местния и централния печат по музикално-педагогическите проблеми. Изследовател на музикалното минало на Ловеч. Автор на детски, училищни и хорови песни, на марша на училище „Христо Кърпачев“. Създател на популярната „Песен за Ловеч“, клавирни миниатюри за деца. Автор на Музикални мемоари в три тома, книгата „Гласовете на Ловеч“, поредицата „Ловеч се смее“ в съавторство с Виктор Симеонов-Сома, „Антология на ловешките композитори“ и сборник „Избрани песни“.
Починал на 13 септември 2023 г. в Ловеч.